# Bedenica
Bedenica je vesnice a správní středisko stejnojmenné opčiny v Chorvatsku v Záhřebské župě. Nachází se asi 9 km severně od města Sveti Ivan Zelina a asi 39 km severovýchodně od centra Záhřebu. V roce 2011 žilo v Bedenici 555 obyvatel, v celé opčině pak 1 432 obyvatel.
Součástí opčiny je celkem 6 vesnic.
- Bedenica – 555 obyvatel
- Beloslavec – 263 obyvatel
- Bosna – 97 obyvatel
- Omamno – 151 obyvatel
- Otrčkovec – 32 obyvatel
- Turkovčina – 334 obyvatel

Opčinou prochází silnice D540.